# Большой Аим
Большой Аим — река в Хабаровском крае, Россия, правый приток Аима. Длина реки — 285 км (от истока реки Правый Учатын — 343 км), площадь водосборного бассейна — 9080 км².
Начинается на высоте более 851 м над уровня моря в восточных отрогах Алданского нагорья в правобережье среднего течения реки Учур, почти на границе с Алданским районом Якутии. В верхнем течении, протекая преимущественно в восточном направлении, образует северную границу горного хребта Кет-Кап, с которого в Большой Аим стекают многочисленные притоки. После впадения реки Лата течение меняется на северное, после впадения Омни — на западное. Сливаясь с Малым Аимом образует реку Аим на высоте ниже 273 м над уровнем моря. В нижнем течении ширина русла достигает 130 м при глубине 2 м, скорость течения — 0,9 м/с.
Наиболее значительные притоки: Омня (правый), Ники (правый), Лата (правый), Ярмарка-Хапчана (правый), Онне (правый).

## Данные водного реестра
По данным государственного водного реестра России относится к Ленскому бассейновому округу, речной бассейн реки — Лена, речной подбассейн реки — Алдан, водохозяйственный участок реки — Мая от истока до в/п с. Аим.
Код объекта в государственном водном реестре — 18030600512117300030007.